# Agrilus indignus
Agrilus indignus é uma espécie de inseto do género Agrilus, família Buprestidae, ordem Coleoptera.
Foi descrita cientificamente por Fairmaire, em 1849.